# Saint-Hilaire-Taurieux
Saint-Hilaire-Taurieux – miejscowość i gmina we Francji, w regionie Nowa Akwitania, w departamencie Corrèze.
Według danych na rok 1990 gminę zamieszkiwały 103 osoby, a gęstość zaludnienia wynosiła 12 osób/km² (wśród 747 gmin Limousin Saint-Hilaire-Taurieux plasuje się na 507. miejscu pod względem liczby ludności, natomiast pod względem powierzchni na miejscu 587.).